# Ponley (Angkor Borei)
Ponley es una comuna (khum) del distrito de Angkor Borei, en la provincia de Takéo, Camboya. En marzo de 2008 tenía una población estimada de 6732 habitantes.
Se encuentra ubicada al sur del país, en la llanura camboyana, cerca del río Mekong y de la frontera con Vietnam.